# سولفوریل کلرید
سولفوریل کلرید (به انگلیسی: Sulfuryl chloride) با فرمول شیمیایی SO2Cl2 یک ترکیب شیمیایی با شناسه پاب‌کم ۲۴۶۴۸ است؛ که جرم مولی آن 134.965 g mol−1 می‌باشد. شکل ظاهری این ترکیب، مایع بی‌رنگ است.